# Koninklijke Lierse Sportkring in het seizoen 2008/09
Hieronder vindt men de statistieken, de wedstrijden en de transfers van Koninklijke Lierse Sportkring in het seizoen 2008/2009.

## Samenvatting seizoen
- In de Exqi League eindigde Lierse op de 2e plaats met 75 punten. STVV behaalde 5 punten meer en werd kampioen. Lierse, Antwerp FC (3e met 58 punten), RS Waasland (3e met 55 punten) en RFC Tournai (4e met 54 punten) speelden barragewedstrijden voor de eindronde. Lierse schakelde in die barragematchen Waasland uit (heenwedstrijd: 1-1, terugwedstrijd: 3-2). Antwerp versloeg Tournai (heen: 0-0, terug: 2-0).
- In de eindronde eindigde Lierse op de 3e plaats met 6 punten. Eersteklasser Roeselare won de eindronde met 13 punten.
- In de Beker van België haalde Lierse de halve finale. Daarin werd het uitgeschakeld door KRC Genk (heen: 2-2, terug: 1-4).

## Spelers
| Nr.           |                          | Naam                | Geboortedatum | Contract | Seizoen | Lengte  | Gewicht | W       |         | Vorige club       |         |         |         |         |
| Keepers       | Keepers                  | Keepers             | Keepers       | Keepers  | Keepers | Keepers | Keepers | Keepers | Keepers | Keepers           | Keepers | Keepers | Keepers | Keepers |
| ------------- | ------------------------ | ------------------- | ------------- | -------- | ------- | ------- | ------- | ------- | ------- | ----------------- | ------- | ------- | ------- | ------- |
| 1             | Vlag van België          | Sven Van Der Jeugt  | 17-09-1980    | 2011     | 4e      | 1m91    | 87 kg   | 0       | 0       | Zulte Waregem     |         |         |         |         |
| 12            | Vlag van Servië          | Vladan Kujović      | 23-08-1978    | 2010     | 1e      | 1m85    | 81 kg   | 49      | 0       | Levante UD        |         |         |         |         |
| 22            | Vlag van België          | Nathan Goris        | 30-03-1990    | 2011     | 2e      | 1m85    | 73 kg   | 3       | 0       | jeugdproduct      |         |         |         |         |
| Verdedigers   |                          |                     |               |          |         |         |         |         |         |                   |         |         |         |         |
| 2             | Vlag van België          | Thomas De Corte     | 31-03-1988    | 2010     | 5e      | 1m79    | 70 kg   | 13      | 0       | RSC Anderlecht    |         |         |         |         |
| 3             | Vlag van Egypte          | Youssef Fawaz       | 20-08-1990    | 2010     | 1e      | 1m??    | ??kg    | 2       | 0       | KV Turnhout       |         |         |         |         |
| 4             | Vlag van België          | Koen Weuts          | 18-09-1990    | 2009     | 3e      | 1m??    | ??kg    | 0       | 0       | K. Lyra TSV       |         |         |         |         |
| 7             | Vlag van België          | Chris Janssens      | 12-06-1969    | 2009     | 3e      | 1m92    | 91 kg   | 11      | 1       | Zulte Waregem     |         |         |         |         |
| 15            | Vlag van België          | Frédéric Frans      | 03-01-1989    | 2010     | 3e      | 1m93    | 84 kg   | 35      | 3       | jeugdproduct      |         |         |         |         |
| 21            | Vlag van België          | Petar Bojović       | 14-06-1984    | 2010     | 2e      | 1m92    | 76 kg   | 45      | 3       | UR Namur          |         |         |         |         |
| 24            | Vlag van Brazilië        | Bruno Camacho       | 23-10-1985    | 2010     | 1e      | 1m??    | ??kg    | 16      | 0       | U. Barbarense FC  |         |         |         |         |
| 25            | Vlag van België          | Timothy Dreesen     | 30-01-1987    | 2009     | 2+1e    | 1m90    | 80 kg   | 40      | 1       | jeugdproduct      |         |         |         |         |
| 27            | Vlag van België          | Garry De Graef      | 21-10-1974    | 2010     | 1e      | 1m71    | 69 kg   | 45      | 1       | SC Paderborn      |         |         |         |         |
| 29            | Vlag van België          | Julien Tshiala      | 22-09-1986    | 2010     | 1e      | 1m85    | 79 kg   | 45      | 3       | UR Namur          |         |         |         |         |
| Middenvelders |                          |                     |               |          |         |         |         |         |         |                   |         |         |         |         |
| 5             | Vlag van België          | Seth De Witte       | 18-10-1987    | 2011     | 3e      | 1m91    | 82 kg   | 35      | 3       | KFCO Wilrijk      |         |         |         |         |
| 8             | Vlag van België          | Yoni Buyens         | 10-03-1988    | 2011     | 5e      | 1m82    | 75 kg   | 42      | 3       | jeugdproduct      |         |         |         |         |
| 10            | Vlag van Egypte          | Ahmed Samir         | 10-03-1981    | 2011     | 2e      | 1m78    | 73 kg   | 37      | 5       | Haras El Hodood   |         |         |         |         |
| 16            | Vlag van Egypte          | Sherif El Baily     | 22-09-1979    | 2010     | 1e      | 1m77    | 71 kg   | 19      | 1       | Al-Masry          |         |         |         |         |
| 17            | Vlag van Noord-Macedonië | Nderim Nedzipi      | 22-05-1984    | 2010     | 1e      | 1m88    | 76 kg   | 20      | 3       | Rabotnički Skopje |         |         |         |         |
| 20            | Vlag van Egypte          | Mohamed Abdel Wahed | 19-01-1981    | 2009     | 2e      | 1m70    | 65 kg   | 40      | 15      | Al-Ahly           |         |         |         |         |
| 23            | Vlag van België          | Kevin Janssens      | 29-05-1986    | 2011     | 1e      | 1m86    | 76 kg   | 22      | 2       | KV Turnhout       |         |         |         |         |
| 28            | Vlag van België          | Christopher Meyers  | 21-11-1990    | 2009     | 2e      | 1m??    | ??kg    | 10      | 0       | jeugdproduct      |         |         |         |         |
| Aanvallers    |                          |                     |               |          |         |         |         |         |         |                   |         |         |         |         |
| 9             | Vlag van België          | Jurgen Cavens       | 19-08-1978    | 2011     | 8e      | 1m85    | 84 kg   | 49      | 26      | jeugdproduct      |         |         |         |         |
| 11            | Vlag van Montenegro      | Stefan Nikolić      | 18-05-1990    | 2011     | 1e      | 1m93    | 86 kg   | 28      | 5       | OFK Belgrado      |         |         |         |         |
| 13            | Vlag van Canada          | Tomasz Radzinski    | 14-12-1973    | 2009     | 1e      | 1m74    | 75 kg   | 42      | 19      | Skoda Xanthi      |         |         |         |         |
| 14            | Vlag van Thailand        | Teerathep Winothai  | 16-02-1985    | 2010     | 1e      | 1m72    | 65 kg   | 12      | 1       | Tero Sasana       |         |         |         |         |
| 18            | Vlag van Burundi         | Selemani Ndikumana  | 18-03-1987    | 2009     | 1e      | 1m??    | ??kg    | 7       | 1       | Molde FK          |         |         |         |         |
| 30            | Vlag van Ghana           | Wisdom Agblexo      | 11-11-1986    | 2010     | 1e      | 1m84    | 83 kg   | 22      | 1       | Olympy Alexandria |         |         |         |         |

### Transfers
|              |                          | Naam                | Vorige club       | Nieuwe club     |            |            |            |            |            |            |            |            |            |            |
| Zomer 2008   | Zomer 2008               | Zomer 2008          | Zomer 2008        | Zomer 2008      | Zomer 2008 | Zomer 2008 | Zomer 2008 | Zomer 2008 | Zomer 2008 | Zomer 2008 | Zomer 2008 | Zomer 2008 | Zomer 2008 | Zomer 2008 |
| ------------ | ------------------------ | ------------------- | ----------------- | --------------- | ---------- | ---------- | ---------- | ---------- | ---------- | ---------- | ---------- | ---------- | ---------- | ---------- |
| IN           | Vlag van Ghana           | Wisdom Agblexo      | Olympy Alexandria |                 |            |            |            |            |            |            |            |            |            |            |
| IN           | Vlag van België          | Garry De Graef      | SC Paderborn      |                 |            |            |            |            |            |            |            |            |            |            |
| IN           | Vlag van Servië          | Vladan Kujović      | Levante UD        |                 |            |            |            |            |            |            |            |            |            |            |
| IN           | Vlag van Noord-Macedonië | Nderim Nedzipi      | Rabotnički Skopje |                 |            |            |            |            |            |            |            |            |            |            |
| IN           | Vlag van Montenegro      | Stefan Nikolić      | OFK Belgrado      |                 |            |            |            |            |            |            |            |            |            |            |
| IN           | Vlag van Canada          | Tomasz Radzinski    | Skoda Xanthi      |                 |            |            |            |            |            |            |            |            |            |            |
| IN           | Vlag van Egypte          | Islam Shoukry       | Olympy Alexandria |                 |            |            |            |            |            |            |            |            |            |            |
| IN           | Vlag van België          | Julien Tshiala      | UR Namur          |                 |            |            |            |            |            |            |            |            |            |            |
| UIT          | Vlag van Gambia          | Mustapha Jarju      |                   | RAEC Mons       |            |            |            |            |            |            |            |            |            |            |
| UIT          | Vlag van Gambia          | Assan Jatta         |                   | Dessel Sport    |            |            |            |            |            |            |            |            |            |            |
| UIT          | Vlag van Schotland       | Charlie Miller      |                   | Queensland Roar |            |            |            |            |            |            |            |            |            |            |
| UIT          | Vlag van België          | Jérome Van der Zijl |                   | RAEC Mons       |            |            |            |            |            |            |            |            |            |            |
| UIT          | Vlag van Brazilië        | Bueno Ernandes      |                   | Aris Limassol   |            |            |            |            |            |            |            |            |            |            |
| UIT          | Vlag van België          | Bob Peeters         |                   | einde carrière  |            |            |            |            |            |            |            |            |            |            |
| UIT          | Vlag van België          | Nico Vaesen         |                   | einde carrière  |            |            |            |            |            |            |            |            |            |            |
| Januari 2009 |                          |                     |                   |                 |            |            |            |            |            |            |            |            |            |            |
| IN           | Vlag van Brazilië        | Camacho Da Silva    | U. Barbarense FC  |                 |            |            |            |            |            |            |            |            |            |            |
| IN           | Vlag van Egypte          | Youssef Fawaz       | KV Turnhout       |                 |            |            |            |            |            |            |            |            |            |            |
| IN           | Vlag van België          | Kevin Janssens      | KV Turnhout       |                 |            |            |            |            |            |            |            |            |            |            |
| IN           | Vlag van Senegal         | Selemani Ndikumana  | Molde FK          |                 |            |            |            |            |            |            |            |            |            |            |
| IN           | Vlag van Thailand        | Teerathep Winothai  | Tero Sasana       |                 |            |            |            |            |            |            |            |            |            |            |
| UIT          | Vlag van Egypte          | Omar Yassin         |                   | Al-Zamalek      |            |            |            |            |            |            |            |            |            |            |

### Huur
|              |                    | Naam            | Vorige club | Nieuwe club |            |            |            |            |            |            |            |            |            |            |
| Zomer 2008   | Zomer 2008         | Zomer 2008      | Zomer 2008  | Zomer 2008  | Zomer 2008 | Zomer 2008 | Zomer 2008 | Zomer 2008 | Zomer 2008 | Zomer 2008 | Zomer 2008 | Zomer 2008 | Zomer 2008 | Zomer 2008 |
| ------------ | ------------------ | --------------- | ----------- | ----------- | ---------- | ---------- | ---------- | ---------- | ---------- | ---------- | ---------- | ---------- | ---------- | ---------- |
| IN           | Vlag van België    | Timothy Dreesen | Club Brugge |             |            |            |            |            |            |            |            |            |            |            |
| UIT          | Vlag van België    | Kane Develer    |             | KV Turnhout |            |            |            |            |            |            |            |            |            |            |
| UIT          | Vlag van België    | Glenn Smet      |             | KV Turnhout |            |            |            |            |            |            |            |            |            |            |
| Januari 2009 |                    |                 |             |             |            |            |            |            |            |            |            |            |            |            |
| UIT          | Vlag van België    | Jeroen Mertens  |             | KV Turnhout |            |            |            |            |            |            |            |            |            |            |
| UIT          | Vlag van Nederland | Lorenzo Rimkus  |             | KV Turnhout |            |            |            |            |            |            |            |            |            |            |
| UIT          | Vlag van Egypte    | Islam Shokry    |             | KV Turnhout |            |            |            |            |            |            |            |            |            |            |
| UIT          | Vlag van België    | Dries Ventose   |             | Rupel-Boom  |            |            |            |            |            |            |            |            |            |            |

## Technische staf
| Nr. |                    | Naam              | Functie         | Contract | Seizoen | Vorige club  |
| --- | ------------------ | ----------------- | --------------- | -------- | ------- | ------------ |
| T1  | Vlag van België    | Herman Helleputte | Hoofdtrainer    | 2012     | 2e      | KVC Westerlo |
| T2  | Vlag van België    | Eric Van Meir     | Hulptrainer     | 2012     | 6e      | -            |
| T3  | Vlag van België    | Werner De Cnaep   | Keeperstrainer  | onbep.   | 2e      | jeugdwerking |
| T4  | Vlag van Nederland | Nico Jansen       | Spitsentrainer  | onbep.   | 1e      | KSK Heist    |
| T5  | Vlag van België    | Donato Lallo      | Beloftentrainer | onbep.   | 4e      | Berkenbos VV |
| T6  | Vlag van België    | Peter Vervoort    | Conditietrainer | onbep.   | 1e      | -            |
| K1  | Vlag van België    | Kris Thys         | Kinesist        | onbep.   | 8e      | -            |
| K2  | Vlag van België    | Yves Janssens     | Kinesist        | onbep.   | 1e      | -            |

## Wedstrijden

### Exqi League 2008-09
|                         |                         |       |                                       |                                                                      |
| 13 augustus 2008 19.00u | KFC VW Hamme            | 1 - 2 | Lierse SK                             | Gemeentelijk Stadion Toeschouwers: 2.000 Scheidsrechter: Bart Defour |
| 13 augustus 2008 19.00u | 34' Karel De Smet (pen) |       | 31' Stefan Nikolić 51' Frederik Frans | Gemeentelijk Stadion Toeschouwers: 2.000 Scheidsrechter: Bart Defour |

|                         |              |       |           |                                                        |
| 31 augustus 2008 15.00u | R Antwerp FC | 0 - 0 | Lierse SK | Bosuil Toeschouwers: 9.000 Scheidsrechter: Gerd Bylois |
| 31 augustus 2008 15.00u |              |       |           | Bosuil Toeschouwers: 9.000 Scheidsrechter: Gerd Bylois |

|                         |                    |       |                                                                                                   |                                                                             |
| 7 september 2008 15.00u | Lierse SK          | 1 - 4 | RFC de Liège                                                                                      | Herman Vanderpoortenstadion Toeschouwers: 6.484 Scheidsrechter: Luc Wouters |
| 7 september 2008 15.00u | 68' Wisdom Agblexo |       | 9' Giuseppe Canale 58' Jean-Sébastien Legros 70' Christophe Kinet 88' Kris Buvens 90' Papy Kimoto | Herman Vanderpoortenstadion Toeschouwers: 6.484 Scheidsrechter: Luc Wouters |

|                          |                                                       |       |                                     |                                                      |
| 14 september 2008 15.00u | UR Namur                                              | 2 - 2 | Lierse SK                           | Stade communal des Bas-prés Scheidsrechter: Tim Pots |
| 14 september 2008 15.00u | 19' Goran Blagus 37' Rachid Benayen Nemanja Cvetkovic |       | 22' Petar Bojovic 67' Petar Bojovic | Stade communal des Bas-prés Scheidsrechter: Tim Pots |

|                          |           |                  |             |                                                                          |
| 20 september 2008 20.00u | Lierse SK | 0 - 1            | KV Oostende | Herman Vanderpoortenstadion Toeschouwers: 6.509 Scheidsrechter: Wim Smet |
| 20 september 2008 20.00u |           | 38' Thor Laleman |             | Herman Vanderpoortenstadion Toeschouwers: 6.509 Scheidsrechter: Wim Smet |

|                          |            |                         |           |                                                                   |
| 28 september 2008 15.00u | KVK Tienen | 0 - 1                   | Lierse SK | Bergéstadion Toeschouwers: 3.200 Scheidsrechter: Christof Dierick |
| 28 september 2008 15.00u |            | 71' Mohamed Abdel Wahed |           | Bergéstadion Toeschouwers: 3.200 Scheidsrechter: Christof Dierick |

|                       |           |       |             |                                                                                  |
| 4 oktober 2008 20.00u | Lierse SK | 0 - 0 | RFC Tournai | Herman Vanderpoortenstadion Toeschouwers: 6.125 Scheidsrechter: Jurgen Brinckman |
| 4 oktober 2008 20.00u |           |       |             | Herman Vanderpoortenstadion Toeschouwers: 6.125 Scheidsrechter: Jurgen Brinckman |

|                        |           |                                                         |           |                                                                    |
| 10 oktober 2008 20.30u | KAS Eupen | 0 - 3                                                   | Lierse SK | Kehrwegstadion Toeschouwers: 3.000 Scheidsrechter: Christof Virant |
| 10 oktober 2008 20.30u |           | 20' Jurgen Cavens 69' Stefan Nikolić 72' Julien Tshiala |           | Kehrwegstadion Toeschouwers: 3.000 Scheidsrechter: Christof Virant |

|                        |                                                                   |       |             |                                                                                |
| 18 oktober 2008 20.00u | Lierse SK                                                         | 3 - 0 | KMSK Deinze | Herman Vanderpoortenstadion Toeschouwers: 6.000 Scheidsrechter: Jan Busschaert |
| 18 oktober 2008 20.00u | 13' Tomasz Radzinski 17' Tomasz Radzinski 42' Mohamed Abdel Wahed |       |             | Herman Vanderpoortenstadion Toeschouwers: 6.000 Scheidsrechter: Jan Busschaert |

|                        |                                              |       |                                                 |                                               |
| 25 oktober 2008 20.00u | RS Waasland                                  | 2 - 2 | Lierse SK                                       | Puyenbekestadion Scheidsrechter: Geert Barbry |
| 25 oktober 2008 20.00u | 31' Rachid Bourabia 75' Silvino Soares (pen) |       | 23' Mohamed Abdel Wahed 78' Jurgen Cavens (pen) | Puyenbekestadion Scheidsrechter: Geert Barbry |

|                        |                                                                   |       |                    |                                                                                 |
| 1 november 2008 20.00u | Lierse SK                                                         | 3 - 1 | KVSK United        | Herman Vanderpoortenstadion Toeschouwers: 7.000 Scheidsrechter: Stijn Hutsebaut |
| 1 november 2008 20.00u | 44' Jurgen Cavens (pen) 58' Tomasz Radzinski 73' Tomasz Radzinski |       | 29' Jeroen Ketting | Herman Vanderpoortenstadion Toeschouwers: 7.000 Scheidsrechter: Stijn Hutsebaut |

|                        |                                                        |       |      |                                                                               |
| 8 november 2008 20.00u | Lierse SK                                              | 3 - 0 | STVV | Herman Vanderpoortenstadion Toeschouwers: 8.591 Scheidsrechter: Paul Allaerts |
| 8 november 2008 20.00u | 60' Ahmed Samir 68' Jurgen Cavens 76' Tomasz Radzinski |       |      | Herman Vanderpoortenstadion Toeschouwers: 8.591 Scheidsrechter: Paul Allaerts |

|                         |           |                                       |           |                                                                            |
| 16 november 2008 16.00u | KSK Ronse | 0 - 2                                 | Lierse SK | Orphale Cruckestadion Toeschouwers: 1.700 Scheidsrechter: Philippe Flament |
| 16 november 2008 16.00u |           | 9' Jurgen Cavens 31' Tomasz Radzinski |           | Orphale Cruckestadion Toeschouwers: 1.700 Scheidsrechter: Philippe Flament |

|                         |                   |       |                                  |                                                                              |
| 22 november 2008 20.00u | Lierse SK         | 1 - 1 | Excelsior Virton                 | Herman Vanderpoortenstadion Toeschouwers: 7.000 Scheidsrechter: Simon Gaetan |
| 22 november 2008 20.00u | 89' Jurgen Cavens |       | 67' Victor Samb 87' Simon Dupuis | Herman Vanderpoortenstadion Toeschouwers: 7.000 Scheidsrechter: Simon Gaetan |

|                         |                                                                         |       |                                                                      |                                                |
| 29 november 2008 20.00u | KSK Beveren                                                             | 3 - 3 | Lierse SK                                                            | Freethiel Scheidsrechter: Sébastien Delferière |
| 29 november 2008 20.00u | 45' Jeffrey Rentmeister (pen) 57' Sam De Munter 77' Jeffrey Rentmeister |       | 21' Mohamed Abdel Wahed 32' Jurgen Cavens (pen) 53' Tomasz Radzinski | Freethiel Scheidsrechter: Sébastien Delferière |

|                        |                                                          |       |                                           |                                                                                    |
| 6 december 2008 20.00u | Lierse SK                                                | 3 - 2 | FC Brussels                               | Herman Vanderpoortenstadion Toeschouwers: 7.000 Scheidsrechter: Jérôme Efong Nzolo |
| 6 december 2008 20.00u | 18' Tomasz Radzinski 25' Seth De Witte 44' Jurgen Cavens |       | 75' Moussa Sanogo (pen) 78' Moussa Sanogo | Herman Vanderpoortenstadion Toeschouwers: 7.000 Scheidsrechter: Jérôme Efong Nzolo |

|                         |                |       |                                                          |                                                                      |
| 14 december 2008 14.30u | ROC Charleroi  | 1 - 3 | Lierse SK                                                | Stade de la Neuville Toeschouwers: 1.500 Scheidsrechter: Bart Defour |
| 14 december 2008 14.30u | 35' Nadir Sbaa |       | 1' Ahmed Samir 53' Jurgen Cavens 72' Mohamed Abdel Wahed | Stade de la Neuville Toeschouwers: 1.500 Scheidsrechter: Bart Defour |

|                         |                                                                |       |                                      |                                                                                             |
| 20 december 2008 20.00u | Lierse SK                                                      | 3 - 1 | OH Leuven                            | Herman Vanderpoortenstadion Toeschouwers: 6.620 Scheidsrechter: Michel Etienne (voetballer) |
| 20 december 2008 20.00u | 19' Jurgen Cavens 50' Jurgen Cavens (pen) 89' Tomasz Radzinski |       | 18' Steve Dugardein 62' Ugo Nwadikwa | Herman Vanderpoortenstadion Toeschouwers: 6.620 Scheidsrechter: Michel Etienne (voetballer) |

|                         |                    |       |              |                                                                                 |
| 27 december 2008 20.00u | Lierse SK          | 1 - 0 | KFC VW Hamme | Herman Vanderpoortenstadion Toeschouwers: 6.878 Scheidsrechter: Stephane Gleton |
| 27 december 2008 20.00u | 35' Frederik Frans |       |              | Herman Vanderpoortenstadion Toeschouwers: 6.878 Scheidsrechter: Stephane Gleton |

|                        |                                                                         |       |                       |                                                                                 |
| 17 januari 2009 20.00u | Lierse SK                                                               | 4 - 1 | R Antwerp FC          | Herman Vanderpoortenstadion Toeschouwers: 12.500 Scheidsrechter: Serge Gumienny |
| 17 januari 2009 20.00u | 12' Garry De Graef 67' Ahmed Samir 75' Ahmed Samir 83' Tomasz Radzinski |       | 47' Emmanuel Kenmogne | Herman Vanderpoortenstadion Toeschouwers: 12.500 Scheidsrechter: Serge Gumienny |

|                        |                      |       |                         |                                             |
| 25 januari 2009 15.00u | RFC de Liège         | 1 - 1 | Lierse SK               | Stade du Pairay Scheidsrechter: Gerd Bylois |
| 25 januari 2009 15.00u | 74' Guillaume Legros |       | 20' Mohamed Abdel Wahed | Stade du Pairay Scheidsrechter: Gerd Bylois |

|                        |                                                                                          |       |          |                                                                                 |
| 31 januari 2009 20.00u | Lierse SK                                                                                | 4 - 0 | UR Namur | Herman Vanderpoortenstadion Toeschouwers: 7.213 Scheidsrechter: Peter Vervecken |
| 31 januari 2009 20.00u | 35' Jurgen Cavens (pen) 59' Mohamed Abdel Wahed 66' Jurgen Cavens 77' Selemani Ndikumana |       |          | Herman Vanderpoortenstadion Toeschouwers: 7.213 Scheidsrechter: Peter Vervecken |

|                        |             |       |           |                                                                         |
| 7 februari 2009 20.00u | KV Oostende | 0 - 0 | Lierse SK | Albertparkstadion Toeschouwers: 3.500 Scheidsrechter: Laurent Colemonts |
| 7 februari 2009 20.00u |             |       |           | Albertparkstadion Toeschouwers: 3.500 Scheidsrechter: Laurent Colemonts |

|                         |                                                                             |       |                  |                                                                                       |
| 14 februari 2009 20.00u | Lierse SK                                                                   | 4 - 1 | KVK Tienen       | Herman Vanderpoortenstadion Toeschouwers: 7.266 Scheidsrechter: Jean-Baptist Bultynck |
| 14 februari 2009 20.00u | 20' Tomasz Radzinski 45' Yoni Buyens 58' Tomasz Radzinski 85' Jurgen Cavens |       | 76' Thomas Nelis | Herman Vanderpoortenstadion Toeschouwers: 7.266 Scheidsrechter: Jean-Baptist Bultynck |

|                         |                                               |       |                |                                            |
| 21 februari 2009 20.00u | RFC Tournai                                   | 2 - 1 | Lierse SK      | Stade Luc Varenne Scheidsrechter: Tim Pots |
| 21 februari 2009 20.00u | 22' Sebastien Dorizon (pen) 49' Icham Mouissi |       | 9' Ahmed Samir | Stade Luc Varenne Scheidsrechter: Tim Pots |

|                         |                                                                                     |       |                  |                                                                             |
| 28 februari 2009 20.00u | Lierse SK                                                                           | 4 - 1 | KAS Eupen        | Herman Vanderpoortenstadion Toeschouwers: 7.393 Scheidsrechter: Gerd Bylois |
| 28 februari 2009 20.00u | 4' Jurgen Cavens 25' Mohamed Abdel Wahed 40' Frederik Frans 85' Jurgen Cavens (pen) |       | 47' Gilles Cezar | Herman Vanderpoortenstadion Toeschouwers: 7.393 Scheidsrechter: Gerd Bylois |

|                     |                          |       |                                       |                                                                                       |
| 7 maart 2009 20.00u | KMSK Deinze              | 1 - 2 | Lierse SK                             | Burgemeester Van de Wielestadion Toeschouwers: 2.433 Scheidsrechter: Philippe Flament |
| 7 maart 2009 20.00u | 45' Patrick Kabeya-Mbaya |       | 5' Tomasz Radzinski 38' Jurgen Cavens | Burgemeester Van de Wielestadion Toeschouwers: 2.433 Scheidsrechter: Philippe Flament |

|                      |                                        |       |                       |                                                             |
| 14 maart 2009 20.00u | Lierse SK                              | 2 - 0 | RS Waasland           | Herman Vanderpoortenstadion Scheidsrechter: Christof Virant |
| 14 maart 2009 20.00u | 43' Seth De Witte 48' Tomasz Radzinski |       | 36' Michaël Van Geele | Herman Vanderpoortenstadion Scheidsrechter: Christof Virant |

|                      |                                                         |       |                    |                                                                           |
| 21 maart 2009 20.00u | KVSK United                                             | 3 - 1 | Lierse SK          | Stedelijk Sportstadion Toeschouwers: 4.000 Scheidsrechter: Serge Gumienny |
| 21 maart 2009 20.00u | 26' Patrice Noukeu 27' Davy Brouwers 69' Jeroen Ketting |       | 73' Stefan Nikolić | Stedelijk Sportstadion Toeschouwers: 4.000 Scheidsrechter: Serge Gumienny |

|                      |      |                         |           |                                                               |
| 25 maart 2009 20.30u | STVV | 0 - 1                   | Lierse SK | Stayen Toeschouwers: 9.611 Scheidsrechter: Frank De Bleeckere |
| 25 maart 2009 20.30u |      | 85' Mohamed Abdel Wahed |           | Stayen Toeschouwers: 9.611 Scheidsrechter: Frank De Bleeckere |

|                     |                                                             |       |                           |                                                                              |
| 1 april 2009 20.30u | Lierse SK                                                   | 3 - 1 | KSK Ronse                 | Herman Vanderpoortenstadion Toeschouwers: 7.000 Scheidsrechter: Benoni Burie |
| 1 april 2009 20.30u | 11' Jurgen Cavens 18' Mohamed Abdel Wahed 70' Jurgen Cavens |       | 15' Grégory Ferreira Lino | Herman Vanderpoortenstadion Toeschouwers: 7.000 Scheidsrechter: Benoni Burie |

|                     |                                  |       |                                          |                                                   |
| 4 april 2009 18.00u | Excelsior Virton                 | 2 - 2 | Lierse SK                                | Stade Yvan Georges Scheidsrechter: Karim Saadouni |
| 4 april 2009 18.00u | 4' Moussa Koita 68' Moussa Koita |       | 5' Tomasz Radzinski 57' Tomasz Radzinski | Stade Yvan Georges Scheidsrechter: Karim Saadouni |

|                      |                                                         |       |                                     |                                                                                 |
| 10 april 2009 20.30u | Lierse SK                                               | 3 - 2 | KSK Beveren                         | Herman Vanderpoortenstadion Toeschouwers: 7.171 Scheidsrechter: Maarten Ketting |
| 10 april 2009 20.30u | 28' Sherif El Baily 67' Jurgen Cavens 88' Jurgen Cavens |       | 8' Gertjan Martens 36' Jimmy Mulisa | Herman Vanderpoortenstadion Toeschouwers: 7.171 Scheidsrechter: Maarten Ketting |

|                      |                                         |       |                                                                                   |                                                                              |
| 18 april 2009 20.00u | FC Brussels                             | 2 - 4 | Lierse SK                                                                         | Edmond Machtensstadion Toeschouwers: 3.500 Scheidsrechter: Claude Bourdouxhe |
| 18 april 2009 20.00u | 88' Aurelien Coppin 90' Aurelien Coppin |       | 23' Kevin Janssens 43' Tomasz Radzinski 60' Jurgen Cavens 84' Mohamed Abdel Wahed | Edmond Machtensstadion Toeschouwers: 3.500 Scheidsrechter: Claude Bourdouxhe |

|                      |                                                          |       |                                                               |                                                                               |
| 26 april 2009 15.00u | Lierse SK                                                | 3 - 2 | ROC Charleroi                                                 | Herman Vanderpoortenstadion Toeschouwers: 6.000 Scheidsrechter: Paul Allaerts |
| 26 april 2009 15.00u | 54' Yoni Buyens 56' Teeratep Winothai 90' Chris Janssens |       | 59' Rasheem Alibahai 63' Toni Brogno (pen) 92' Goran Jerkovic | Herman Vanderpoortenstadion Toeschouwers: 6.000 Scheidsrechter: Paul Allaerts |

|                   |                                         |       |           |                                        |
| 3 mei 2009 15.00u | OH Leuven                               | 2 - 0 | Lierse SK | Den Dreef Scheidsrechter: Benoni Burie |
| 3 mei 2009 15.00u | 34' James Lahousse 40' Nils Schouterden |       |           | Den Dreef Scheidsrechter: Benoni Burie |

### Barrages
|                   |                           |       |                         |                                                                        |
| 9 mei 2009 20.00u | RS Waasland               | 1 - 1 | Lierse SK               | Puyenbekestadion Toeschouwers: 3.500 Scheidsrechter: Laurent Colemonts |
| 9 mei 2009 20.00u | 32' Timothy Dreesen (own) |       | 27' Mohamed Abdel Wahed | Puyenbekestadion Toeschouwers: 3.500 Scheidsrechter: Laurent Colemonts |

|                    |                                                        |       |                                    |                                                                                     |
| 16 mei 2009 20.00u | Lierse SK                                              | 3 - 2 | RS Waasland                        | Herman Vanderpoortenstadion Toeschouwers: 7.000 Scheidsrechter: Christophe Delacour |
| 16 mei 2009 20.00u | 1' Jurgen Cavens 41' Julien Tshiala 91' Stefan Nikolić |       | 4' Rachid Bourabia 84' Hervé Onana | Herman Vanderpoortenstadion Toeschouwers: 7.000 Scheidsrechter: Christophe Delacour |

### Eindronde
|                    |                                        |       |                                      |                                                                             |
| 24 mei 2009 16.00u | FCV Dender EH                          | 1 - 1 | Lierse SK                            | Florent Beeckmanstadion Toeschouwers: 4.500 Scheidsrechter: Christof Virant |
| 24 mei 2009 16.00u | 93' Norman Sylla 90' Bart Van den Eede |       | 29' Petar Bojovic 66' Frederik Frans | Florent Beeckmanstadion Toeschouwers: 4.500 Scheidsrechter: Christof Virant |

|                    |                    |       |              |                                                                             |
| 28 mei 2009 20.30u | Lierse SK          | 0 - 0 | R Antwerp FC | Herman Vanderpoortenstadion Toeschouwers: 9.700 Scheidsrechter: Luc Wouters |
| 28 mei 2009 20.30u | 88' Stefan Nikolić |       |              | Herman Vanderpoortenstadion Toeschouwers: 9.700 Scheidsrechter: Luc Wouters |

|                    |                          |       |           |                                                                   |
| 31 mei 2009 16.00u | KSV Roeselare            | 1 - 0 | Lierse SK | Schiervelde Toeschouwers: 4.700 Scheidsrechter: Alexandre Boucaut |
| 31 mei 2009 16.00u | 8' Abdessalam Benjelloun |       |           | Schiervelde Toeschouwers: 4.700 Scheidsrechter: Alexandre Boucaut |

|                    |                                      |       |                                                                           |                                                                                   |
| 4 juni 2009 20.30u | Lierse SK                            | 1 - 3 | KSV Roeselare                                                             | Herman Vanderpoortenstadion Toeschouwers: 9.000 Scheidsrechter: Claude Bourdouxhe |
| 4 juni 2009 20.30u | 53' Jurgen Cavens 68' Julien Tshiala |       | 9' Sherjill MacDonald 45' Abdessalam Benjelloun 89' Abdessalam Benjelloun | Herman Vanderpoortenstadion Toeschouwers: 9.000 Scheidsrechter: Claude Bourdouxhe |

|                    |                                            |       |                                     |                                                                                  |
| 7 juni 2009 16.00u | Lierse SK                                  | 2 - 1 | FCV Dender EH                       | Herman Vanderpoortenstadion Toeschouwers: 6.000 Scheidsrechter: Philippe Flament |
| 7 juni 2009 16.00u | 46' Nderim Nedzipi 85' Mohamed Abdel Wahed |       | 67' Steven Jacobs 90' Daan De Pever | Herman Vanderpoortenstadion Toeschouwers: 6.000 Scheidsrechter: Philippe Flament |

|                     |                            |       |                   |                                                             |
| 11 juni 2009 20.30u | R Antwerp FC               | 1 - 1 | Lierse SK         | Bosuil Toeschouwers: 6.000 Scheidsrechter: Frederik Geldhof |
| 11 juni 2009 20.30u | 61' Predrag Ristovic (pen) |       | 86' Jurgen Cavens | Bosuil Toeschouwers: 6.000 Scheidsrechter: Frederik Geldhof |

### Beker van België 2008-09
|                                  |                                             |       |                  |                                                                                   |
| 16 augustus 2008 20.00u 4e ronde | Lierse SK                                   | 2 - 0 | RFCU La Calamine | Herman Vanderpoortenstadion Toeschouwers: 2.000 Scheidsrechter: Jeroen Van Lierde |
| 16 augustus 2008 20.00u 4e ronde | 31' Nderim Nedzipi (pen) 41' Stefan Nikolić |       | 30' Boris Dome   | Herman Vanderpoortenstadion Toeschouwers: 2.000 Scheidsrechter: Jeroen Van Lierde |

|                                  |                 |       |                    |                                                                              |
| 23 augustus 2008 20.00u 5e ronde | Lierse SK       | 1 - 0 | Standaard Wetteren | Herman Vanderpoortenstadion Toeschouwers: 2.000 Scheidsrechter: Jan Govaerts |
| 23 augustus 2008 20.00u 5e ronde | 30' Yoni Buyens |       |                    | Herman Vanderpoortenstadion Toeschouwers: 2.000 Scheidsrechter: Jan Govaerts |

|                                     |           |                                      |           |                                                                            |
| 11 november 2008 16.00u 1/16 finale | RAEC Mons | 0 - 2                                | Lierse SK | Stade Charles Tondreau Toeschouwers: 2.471 Scheidsrechter: Peter Vervecken |
| 11 november 2008 16.00u 1/16 finale |           | 74' Jeroen Mertens 85' Jurgen Cavens |           | Stade Charles Tondreau Toeschouwers: 2.471 Scheidsrechter: Peter Vervecken |

|                                    |                                       |       |                                                                  |                                                                                 |
| 13 januari 2009 20.00u 1/8e finale | FCV Dender EH                         | 2 - 3 | Lierse SK                                                        | Florent Beeckmanstadion Toeschouwers: 3.000 Scheidsrechter: Christophe Delacour |
| 13 januari 2009 20.00u 1/8e finale | 55' David Destorme 70' David Destorme |       | 59' Mohamed Abdel Wahed 79' Timothy Dreesen 89' Tomasz Radzinski | Florent Beeckmanstadion Toeschouwers: 3.000 Scheidsrechter: Christophe Delacour |

|                                        |                      |       |           |                                                                          |
| 28 januari 2009 20.30u 1/4e finale (H) | KRC Mechelen         | 1 - 0 | Lierse SK | Oscar Vankesbeeckstadion Toeschouwers: 6.000 Scheidsrechter: Luc Wouters |
| 28 januari 2009 20.30u 1/4e finale (H) | 72' Olivio Calicchio |       |           | Oscar Vankesbeeckstadion Toeschouwers: 6.000 Scheidsrechter: Luc Wouters |

|                                        |                                                                      |       |                       |                                                                               |
| 4 februari 2009 20.30u 1/4e finale (T) | Lierse SK                                                            | 3 - 0 | KRC Mechelen          | Herman Vanderpoortenstadion Toeschouwers: 9.500 Scheidsrechter: Johan Verbist |
| 4 februari 2009 20.30u 1/4e finale (T) | 26' Mohamed Abdel Wahed 36' Jurgen Cavens (pen) 79' Tomasz Radzinski |       | 68' Nouredine Elayadi | Herman Vanderpoortenstadion Toeschouwers: 9.500 Scheidsrechter: Johan Verbist |

|                                     |                                        |       |                                      |                                                                  |
| 3 maart 2009 20.45u 1/2e finale (H) | KRC Genk                               | 2 - 2 | Lierse SK                            | Cristal Arena Toeschouwers: 15.000 Scheidsrechter: Paul Allaerts |
| 3 maart 2009 20.45u 1/2e finale (H) | 14' Elyaniv Barda (pen) 73' Tom De Mul |       | 21' Seth De Witte 60' Julien Tshiala | Cristal Arena Toeschouwers: 15.000 Scheidsrechter: Paul Allaerts |

|                                      |                    |       |                                                                         |                                                                                     |
| 22 april 2009 20.45u 1/2e finale (T) | Lierse SK          | 1 - 4 | KRC Genk                                                                | Herman Vanderpoortenstadion Toeschouwers: 13.000 Scheidsrechter: Jérôme Efong Nzolo |
| 22 april 2009 20.45u 1/2e finale (T) | 85' Kevin Janssens |       | 47' Tom De Mul 53' Stein Huysegems 89' Stein Huysegems 90+2' Tom De Mul | Herman Vanderpoortenstadion Toeschouwers: 13.000 Scheidsrechter: Jérôme Efong Nzolo |

## Topscorers
| #  | Speler              | Aantal |
| -- | ------------------- | ------ |
| 1  | Jurgen Cavens       | 26     |
| 2  | Tomasz Radzinski    | 19     |
| 3  | Mohamed Abdel Wahed | 15     |
| 4  | Stefan Nikolić      | 5      |
|    | Ahmed Samir         | 5      |
| 6  | Petar Bojovic       | 3      |
|    | Yoni Buyens         | 3      |
|    | Seth De Witte       | 3      |
|    | Frédéric Frans      | 3      |
|    | Nderim Nedzipi      | 3      |
|    | Julien Tshiala      | 3      |
| 12 | Kevin Janssens      | 2      |
|    | Wisdom Agblexo      | 1      |
|    | Garry De Graef      | 1      |
|    | Timothy Dreesen     | 1      |
|    | Sherif El Baily     | 1      |
|    | Chris Janssens      | 1      |
|    | Jeroen Mertens      | 1      |
|    | Selemani Ndikumana  | 1      |
|    | Teerathep Winothai  | 1      |
|    | Totaal              | 98     |

1992/93 · 1993/94 · 1994/95 · 1995/96 · 1996/97 · 1997/98 · 1998/99 · 1999/00 · 2000/01 · 2001/02 · 2002/03 · 2003/04 · 2004/05 · 2005/06 · 2006/07 · 2007/08 · 2008/09 · 2009/10 · 2010/11 · 2011/12 · 2012/13 · 2013/14 · 2014/15 · 2015/16 ·
2016/17